# Callaeidae
Callaeidae là một họ chim trong bộ Passeriformes. Họ này có 3 chi đơn loài; trong số đó chỉ có 2 chi còn sinh tồn là Callaeas và Philesturnus nhưng đang bị đe dọa tuyệt chủng do các loài săn mồi du nhập như chuột cống, chồn và Phalangeriformes. Loài còn lại là chim Huia đã tuyệt chủng trong thế kỷ 20.

## Phân loại học
Họ này chỉ còn 4 loài sinh tồn:
- Callaeas wilsoni
- Callaeas cinereus
- Philesturnus carunculatus
- Philesturnus rufusater
- Heteralocha acutirostris (tuyệt chủng)

## Hình ảnh

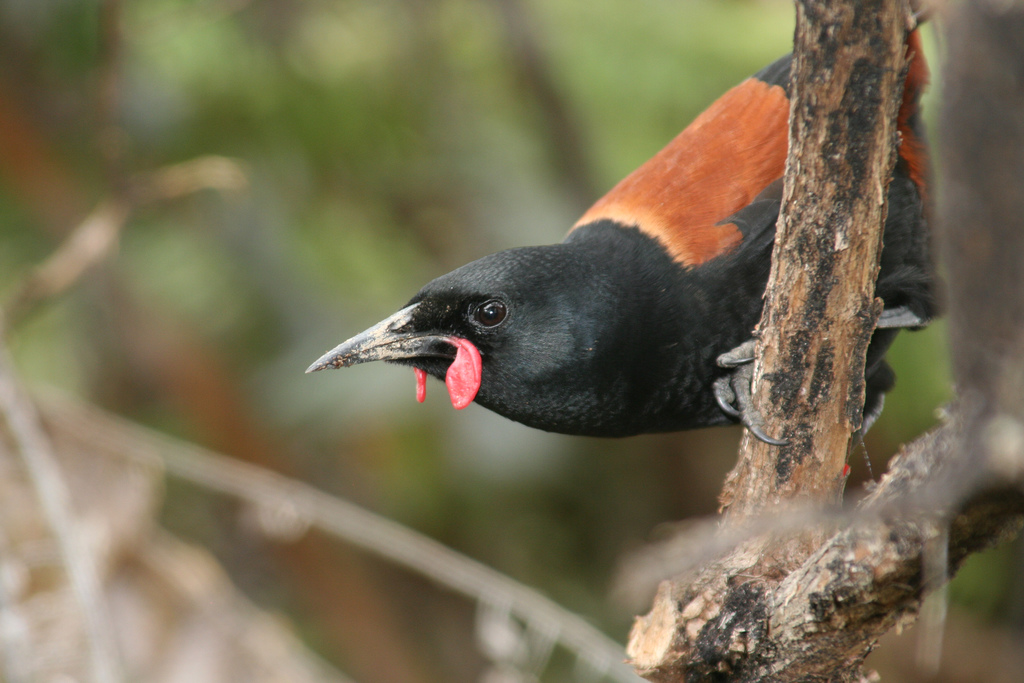
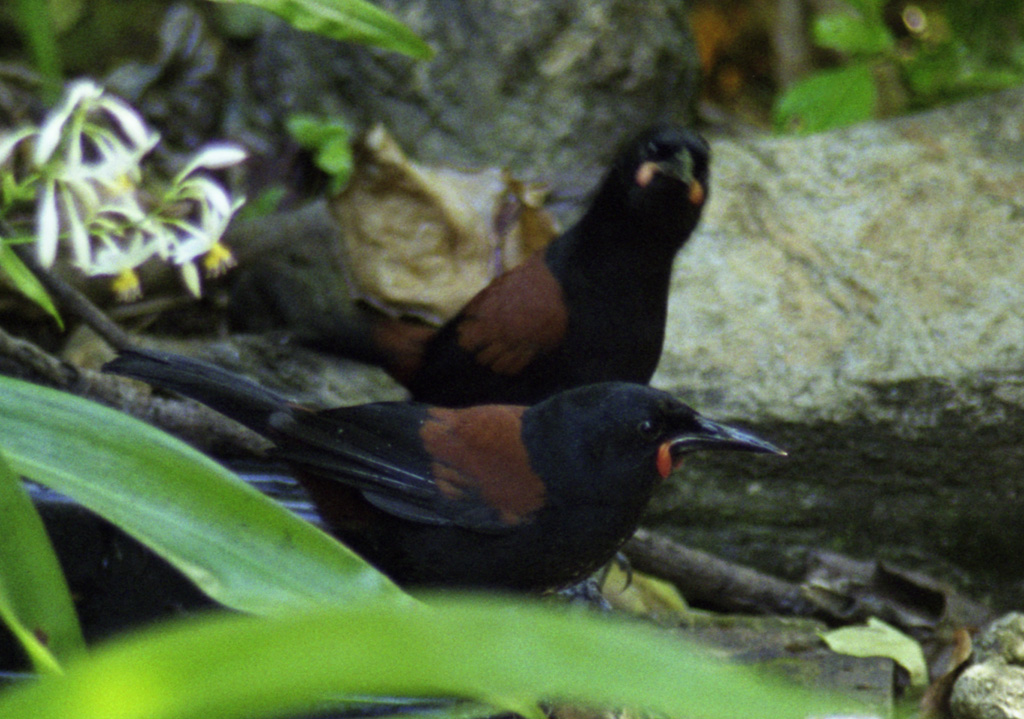
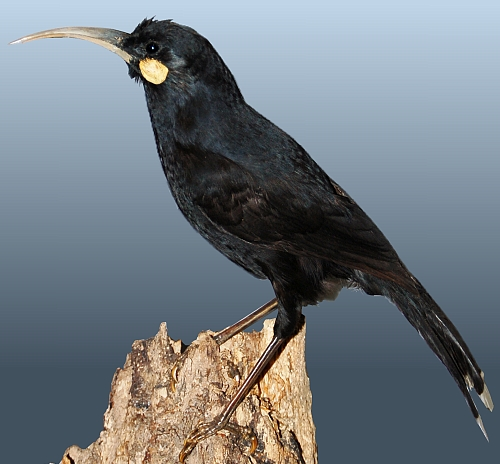
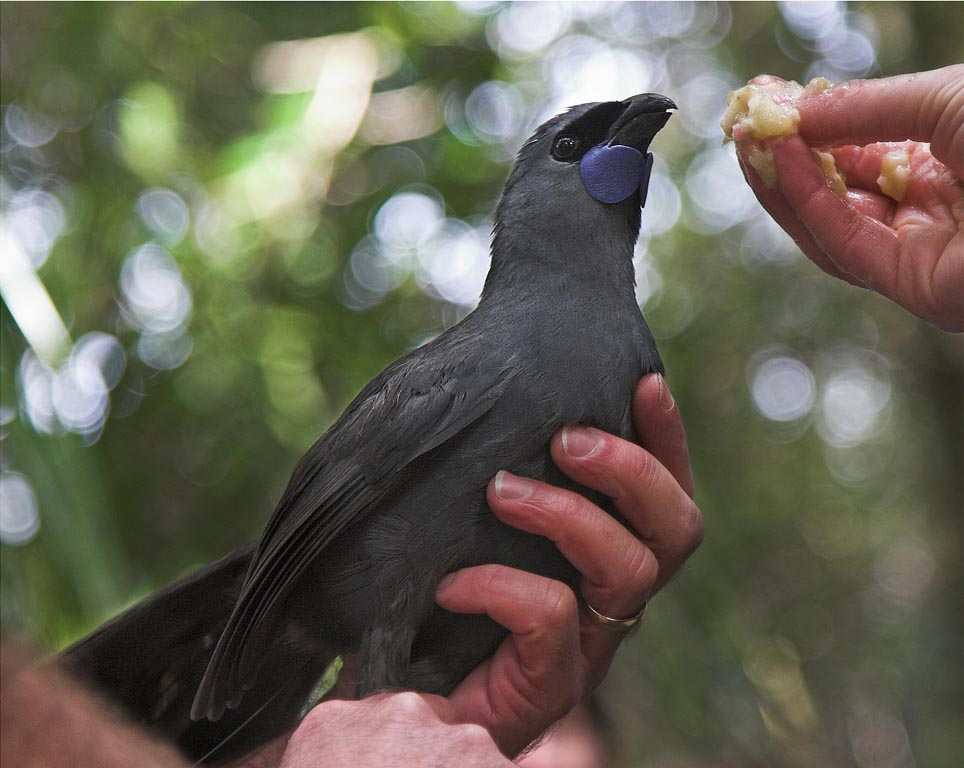
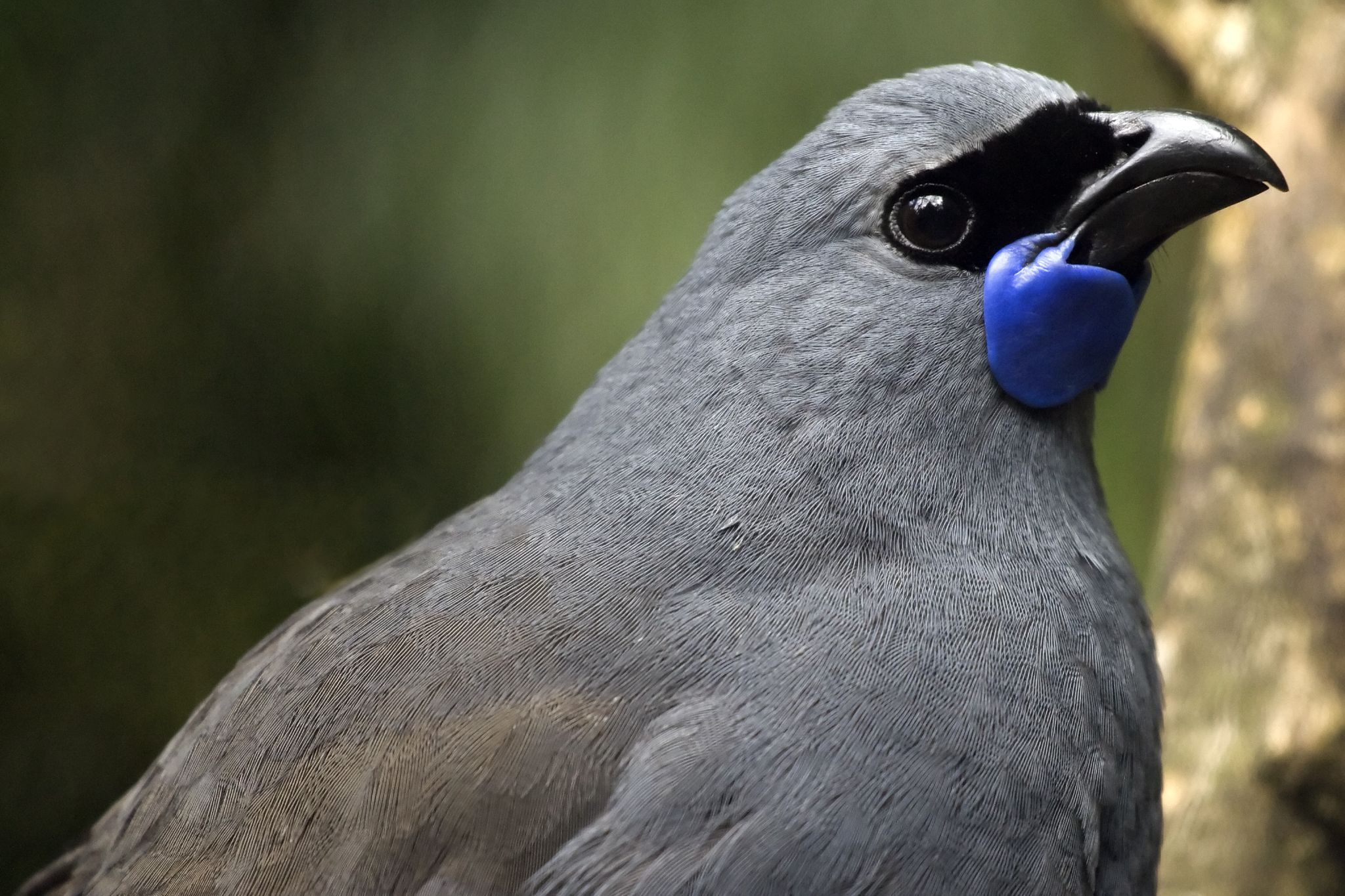